# Admiralty (Hongkong)

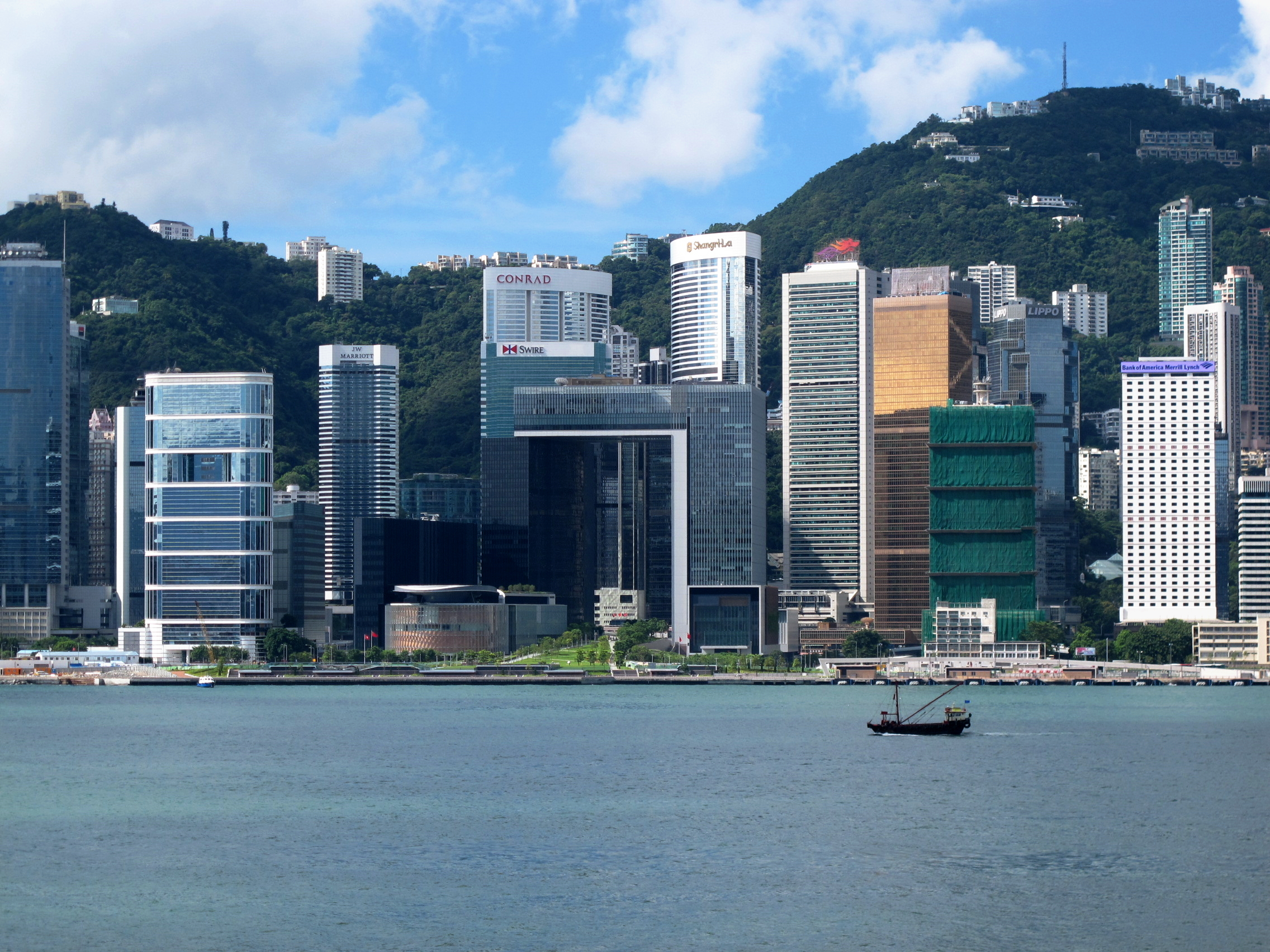
Skyline von Admiralty, 2013

Admiralty (chinesisch 金鐘 / 金钟, Pinyin Jīnzhōng, Jyutping Gam1zung1) ist der östliche Teil des Central-and-Western-Distrikts von Hongkong und eines der Einkaufs- und Modezentren der Stadt.
Der Ortsteil grenzt im Westen an Central, im Osten an Wan Chai und im Norden an den Victoria Harbour.
Auf dem Gebiet befand sich die bis 1874 erbaute Kaserne Victoria Barracks (域多利兵房), welche zusammen mit den Kasernen Murray Barracks (美利兵房) und Wellington Barracks (威靈頓兵房) die frühere britische Militärzone in Central bildete.
Nachdem dieses Gebiet von den britischen Streitkräften an die Regierung Hongkongs zurückgegeben wurde, und diese 1979 entschied, es anderweitig zu nutzen, befindet sich heute auf diesem Gebiet der 1991 eröffnete Hong Kong Park.
Weiter befinden sich in Admiralty das Einkaufszentrum Pacific Place, das Lippo Centre und der oberste Gerichtshof von Hongkong.
2014 wurden Teile von Admiralty, über mehrere Monate, im Zuge der Hongkonger Proteste besetzt.